# San Daniele-skinka

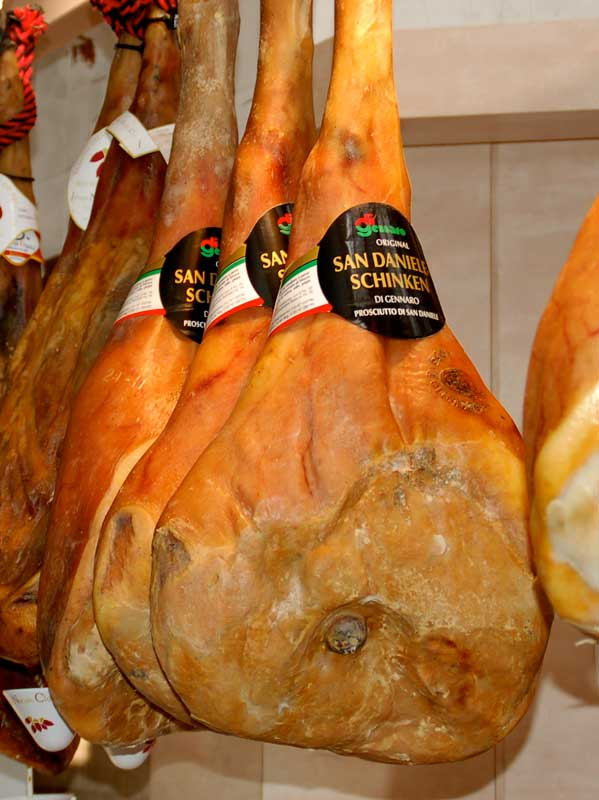
San Daniele-skinkor

San Daniele-skinka (italienska prosciutto di San Daniele) är en typ av lufttorkad skinka, typisk för det italienska köket. Skinkan faller under kvalitetskontroller och namnskydd genom den italienska kvalitetsbeteckningen Denominazione di Origine Protetta. Skinkan liknar parmaskinkan till smak och utseende, men kännetecknas av sin mandolinliknade form och av den spetsiga änddelen, kallad zampino (liten fot).
Den tillverkas i kommunen San Daniele del Friuli i provinsen Udine i nordöstra Italien.